# Новые Шимкусы
Новые Шимкусы (чув. Курнавӑш сали) — село в Яльчикском районе Чувашии, центр Новошимкусского сельского поселения.
Село Новые Шимкусы расположено на правом берегу реки Малая Була, в 16 км к западу от районного центра села Яльчики, в юго-восточной части Чувашской Республики. Расстояние до ближайших железнодорожных станций: Канаш Чувашской Республики — 60 км, Буа (в городе Буинск) — 45 км. Площадь села с земельными владениями — 2150 га. Граничит с селениями Новое Ахпердино, Тат-Югелево, Новое Бахтиарово Батыревского района — на юге, Нюргечи Комсомольского района — на западе, Белое Озеро и Полевые Буртасы — на севере и Новое Ищеряково — на востоке.
Население на 2012 год — 1007 человек, на 1 января 2009 года в селе числилось 288 хозяйств, в них проживало 1050 человек, в том числе мужчин — 502 чел., женщин — 548 чел. Подавляющее большинство жителей — чуваши, есть русские. Действуют средняя школа и детский сад, почтовое отделение,отделение Сбербанка, храм Рождества Христова.
Климат края — умеренно континентальный, характеризуется морозной зимой и теплым летом. Среднегодовая температура воздуха положительная — от 3 до 4 С°, зимний минимум — −46-47 С°, летний максимум + 36 С°. Осадки выпадают неравномерно, в среднем около 470 мм в год. Снежный покров держится 5 месяцев.
Основные реки и овраги села: Малая Була, Масар Ҫырми, Эйпеҫ Ҫырми, Таттӑрла, Юмасар, Тӑрнашур (все впадают в реку Малая Була). Озёр и прудов — 7. Исторических памятников — 2 (Новошимкусский курган и памятник Павшим воинам-односельчанам).
Полезных ископаемых на территории села нет, за исключением строительных материалов — глины и песка. Имеются значительные запасы подземной пресной воды. Преобладающий тип почв — выщелоченный чернозем, имеются также серые лесные и дерново-подзолистые на юге (на границе с Батыревским районом). Леса занимают 23 га, посажены в 1981-82 гг. Сохранились небольшие участки степной растительности. Из диких животных здесь обитают лисы, суслики, зайцы, сурки, тушканчики, полевые мыши, ласка, ондатры.
Село Новые Шимкусы основано в XVII веке, входило в состав Шигалеевской волости Свияжского уезда, в 1762 году открыт храм Покрова Богородицы, с 1797 по 1920 год — центр Новошимкусской волости Тетюшского уезда Казанской губернии. В 1920—1921 годах — волостной центр в Тетюшском кантоне, в 1920—1927 — в Батыревском уезде. В 1927—1935 годах в составе Малояльчиковского района, в 1935—1962 — Яльчикского, в 1962—1965 годах — в  Батыревского, с 1965 — в нынешнем.

## Динамика населения
- 1719 год — 181 чел. (только мужчин)
- 1795 год — 507 чел.
- 1858 год — 421 чел.
- 1897 год — 764 чел.
- 1926 год — 918 чел.
- 1939 год — 1094 чел.
- 1979 год — 1264 чел.
- 2002 год — 898 чел.